# Hiljadu ždralova Hirošime
Hiljadu ždralova Hirošime je redovna epizoda strip serijala Marti Misterije premijerno objavljena u Srbiji u svesci #63. u izdanju Veselog četvrtka. Sveska je objavljena 14. jula 2022. Koštala je 490 din (4,1 €; 4,1 $). Imala je 158 strana.

## Originalna epizoda
Originalna epizoda pod nazivom Le mille gru di Hiroshima objavljena je premijerno u #341. regularne edicije Marti Misterije koja je u Italiji u izdanju Bonelija izašla 10. oktobra 2015. Epizodu su nacrtali Cardinale Roberto i Piacentini Fabio, a scenario napisao Cavaletto Andrea. Naslovnu stranu nacrtao Đankarlo Alesandrini. Koštala je 6,3 €.

## Kratak sadržaj
Prolog. Radnja počinje 6. avgusta 1945. u japanskom gradu Hirošima u trenutku udara atomske bombe 
Glavna priča. U svemirska stanica udaljena 340 km od Zemlje u kojoj se nalazi sedam kosmonauta i astronauta pet različitih svemirskih agencija. Prema stanici se kreće spejs šatl, koji se, prilikom udara, raspada u paramparčad. Od njega nastaje milioni papirnih origamija u obliku ždrala, koji prema japanskom predanju simbolišu zdravlje. Nešto kasnije Marti Misterija dobija poziv profesora Vesta sa MIT-a, koji ga poziva da otkrije šta se desilo prilikom kolizije spejs šatla i svemirske stanice. Marti odlazi na MIT, a potom u Tokijo gde se sreće sa čovekom koji bi mogao da im otkrije misteriju spejs šatla odpapira.

## Prethodna i naredna epizoda
Prethodna sveska Marti Misterije nosila je naziv Filozofsko drvo (#62), a naredna Divlji lov (#64).